# 太阳 (狗)
太阳，是清代北洋水师将领邓世昌的爱犬，甲午战争中邓世昌指挥的致远号被击沉，“太阳”与邓世昌一起溺亡。因此在纪念邓世昌的活动中，“太阳”的形象有时会伴随邓世昌的形象出现。

## 经历
邓世昌的曾侄孙邓浩然听长辈所说，“太阳”是邓世昌从英国带回来的，是一只大耳朵、又高又瘦的西洋犬。“太阳”很通人性，邓世昌很喜欢，经常带在身边。

## 争议
根据北洋水师美籍教官馬吉芬听到的说法：致远号被击沉时，落水的邓世昌本抓住了浮木，但落水的“太阳”也爬到邓世昌身上求生，才导致邓世昌溺水。但《中国历史的侧面Ⅱ》作者冯学荣认为，马吉芬并未亲眼目睹，而且与水手谷玉霖、陈学海听到的说法不同，可信度不足。

## 纪念设施
山东威海的环翠楼公园立有邓世昌的雕像，雕刻师也雕刻了“太阳”趴在邓世昌脚边。